# 蜜柑 (小説)
「蜜柑」（みかん）は、大正8年（1919年）5月に芥川龍之介によって『新潮』に発表された短編小説（掌編小説）。
『新潮』に「私の出遇つた事」という総題の下、「一、蜜柑」 「二、沼地」という形で2作まとめて掲載された。単行本収録に際し総題が外され、「蜜柑」と「沼地」はそれぞれ独立した短編となった。

## 概要
横須賀駅から乗った汽車での「私」と故郷から奉公に行く娘とのひと時を、作者の体験をもとに描いている。芥川は当時横須賀の海軍機関学校で英語の教官として勤務しており、下宿がある鎌倉から通勤する際や帰京する際に横須賀線を利用していた。
横須賀線沿いにある吉倉公園（横須賀市吉倉町1丁目）の一角には1986年に『蜜柑』の文学碑が建てられ、小説の一場面が刻まれている。碑の両脇には、芥川の三男の芥川也寸志と姪の芥川瑠璃子が植樹した2本のミカンの木が植えられている。また公園の入口付近には蜜柑を抱えた姿の少女の銅像が建てられている。
作中の記述から横須賀発の上り列車は2つのトンネルをくぐり抜けている。1つ目が吉倉トンネル、2つ目が長浦トンネルで、娘が蜜柑を投げた踏切は長浦トンネルの先の「田の浦踏切」とされている。
2021年に香港の学力試験「香港中学文憑」の中国語論文試験で『蜜柑』の翻訳版（訳・文潔若）が使用された。日本の文学作品が試験で使用されたのは初めてだった。

## あらすじ
「不可解な、下等な、退屈な」人生に、「云いようのない疲労と倦怠」を感じている「私」は、横須賀駅で汽車が発車するのをぼんやりと待っていた。そこへ発車寸前になって、醜い田舎者の娘が飛び込んでくる。「私」はこの娘が不可解で下等で退屈な世の中を象徴しているように感じ、快く思わなかったが、汽車の走っている途中でこの娘から見送りの子供たちに向かって、窓から色鮮やかな蜜柑を投げるのを見て「私」は不可解な人生に対する疲労と倦怠を僅かに忘れることができるようになる。